# Representación transgénero en Star Trek
La representación transgénero en Star Trek hace referencia a la historia y evolución en la representación de personajes transgénero y disidentes de género dentro los distintos medios oficiales de la franquicia de ciencia ficción Star Trek.

## Historia

### Televisión
La franquicia Star Trek tiene una larga tradición de personajes que se sitúan fuera del binarismo de género o que muestran identidades de género disidentes, si bien estos no fueron identificados como transgénero en un principio.
La primera representación de este tipo tuvo lugar en la primera serie de la franquicia, Star Trek: la serie original, concretamente en el séptimo episodio de la tercera temporada, ¿No hay, en verdad, belleza?. Este capítulo supuso la introducción de los medusanos, una raza alienígena ficticia cuyos miembros no tenían forma física ni género, ni tampoco concepción de este.
Así mismo, en 1990, se emitió el decimosexto episodio de la tercera temporada de Star Trek: The Next Generation, llamado La decadencia. En este episodio uno de los protagonistas, Data, decide utilizar sus conocimientos científicos para tener descendencia, a través de la creación de un droide llamado Lal, a quien decide dar libertad para escoger por si mismo su especie y género. Finalmente Lal decide vivir como una mujer humana (interpretada por Hallie Todd). El episodio es visto desde una perspectiva positiva en la actualidad, siendo visto como un ejemplo temprano del respeto por la diversidad y el progresismo que caracterizan a la franquicia.
En 1993 comenzó la emisión de la serie Star Trek: Espacio profundo nueve, la cual introdujo a Jadzia Dax como uno de sus personajes principales. En el primer episodio de la serie Jadzia es presentada a los espectadores como una miembro de la especie trill, una especie alienígena simbiótica que ocupa los cuerpos de otras especies. Se revela que si bien ahora Jadzia habita en el cuerpo de una mujer, ha habitado otros cuerpos antes, entre ellos varios de hombres. El personaje fue rápidamente interpretado como transgénero por los seguidores del programa, y la propia actriz que daba vida al personaje, Terry Farrell, expresó que veía a Jadzia como un personaje pansexual. El personaje de Jadzia no sólo supuso un hito para la representación trans en la saga, sino que también compartió el primer beso lésbico en la historia de la saga en el episodio Reasociada. También en Espacio profundo nueve, el personaje de Julian Bashir fue leído como un hombre trans por algunos seguidores del programa, a raíz de diversos factores sobre el comportamiento del personaje, desde su tendencia a sobrecompensar su falta de masculinidad, fingiendo ser un casanova o comenzado a usar hombreras para parecer más ancho, hasta llegar incluso a afirmar que él mismo tenía útero. Sin embargo, su identidad de género nunca llegó a ser confirmada de manera oficial.
En 2020, la tercera temporada de Star Trek: Discovery incluyó a Ian Alexander y Blu del Barrio en su reparto, convirtiéndose en los primeros actuantes transmasculinos y de género no binario de la franquicia. En la serie Ian interpretó a Gray Tal, une miembre de la raza trill (al igual que Jadzia Dax) que busca ocupar su primer cuerpo, mientras que Blu interpretó el papel de Adira Tal, une joven oficial sufre una pérdida de memoria y que rápido forja un vínculo con Hugh Culber. En la serie Gray y Adira tuvieron una de las primeras relaciones románticas explícitas entre dos personajes trans en la historia de la franquicia, y Blu del Barrio regresó en el papel de Adira para la cuarta y última temporada.
En 2022, la serie animada Star Trek: Prodigy, introdujo de nuevo en su primera temporada a los medusianos, una especie alienígena sin género que había debutado 54 años antes en Star Trek: La serie original. Apareciendo en dos capítulos, un miembro de la especie medusana llamado Zero busca establecer amistades con seres corpóreos, llegando a desarrollar una amistad e incluso unos posibles sentimientos románticos por un joven masculino de la especie vulcana llamado Maj'el. Ese mismo año la estrella de género no binario Jesse James Keitel se unió al reparto de Star Trek: Strange New Worlds en el episodio La Serene Squall, interpretando el papel de le capitane Angel, le antagonista del capítulo, que planeaba hacerse con el Enterprise y secuestrar a Spock para entregárselo a su hermano Sybok. Así mismo, Noah Lamanna, actuante de género no binario, interpretó también a le jefe de transporte Jay en las dos primeras temporadas de Strange New Worlds.
Por su parte, Star Trek: Picard, secuela de The Next Generation, también introdujo en 2023 a une protagonista de género no binario en su tercera y última temporada, le alférez Kova Rin Esmar, quien fue interpretade por Jin Maley. Durante esta temporada Jin fue parte de la tripulación de la U.S.S. Titan, operando desde el puente de mando junto a personajes como Siete de Nueve.

### Historietas
A diferencia de en el medio televiso, la representación de personajes trans y disidentes de género fue algo más escasa y tardía en los cómics de Star Trek, no siendo presente siquiera a través de alegorías a subtextos, con la primera aparición de un personaje trans o disidente no teniendo lugar hasta la década de 1990.
El primer caso tuvo lugar en 1994, año en el que se publicó el cuarto anual de la serie Star Trek The Next Generation. Aquí volvimos a ver a la embajadora Odan, quien ya había aparecido en acción real en la serie. Odan mantenía una relación romántica con la doctora Beverly Crusher, mientras poseía un cuerpo masculino. Sin embargo, cuando este cuerpo murió y Odan pasó a ocupar el cuerpo de una mujer como anfitriona, Beverly rompió la relación debido a la incomodidad que esta nueva identidad femenina le producía, si bien mantuvieron una amistad aún después de la ruptura. 4 años después, en 1998, la serie de cómic oficial de Star Trek: Voyager introdujo a Catira/Katirus en los números 14 y 15 de esta. Catira/Katirus, presentado como un antagonista al que tuvieron que hacer frente los tripulantes de la nave, fue presentado como un personaje que podía cambiar a voluntad de un sexo masculino a femenino y viceversa, y durante su breve aparición en la serie mantuvo relación tanto con un hombre, Tuvok, como con una mujer, Kathryn Janeway, mostrando así también la identidad bisexual o pansexual del personaje.
Más adelante, durante el año 2000, la editorial WildStorm publicó la miniserie Star Trek: The Next Generation – Perchance to Dream, escrita por Howard Weinstein, en la que el autor no sólo introdujo a los damiani, una especie que tenía tres géneros, y que sólo veía como moralmente aceptables las relaciones consistentes en triejas formadas por un individuo de cada género, sino también a la gobernadora Ra’ch B’ullhy, una figura política que usaba los pronombres «he», «she» e «it», sino que también deseaba estar en una relación con una sola persona, en contra de las normas morales de su pueblo. En 2008, Burgoyne 172, un personaje de doble sexo y que usaba neopronombres (originalmente creado por Peter David para la serie de novelas Star Trek: New Frontier), fue introducido también en los cómics, apareciendo en los 5 números de la serie de cómics del mismo nombre.
Por otra parte, el primer ejemplo de representación trans con una perspectiva moderna dentro de los cómics de la franquicia llegó en 2022, a través de la serie de IDW Star Trek, centrada en la tripulación del capitan Benjamin Sisko a bordo de la USS Theseus. En este mismo cómic se presentó por primera vez a le alférez T’Lir, miembro de la raza vulcana y de género no binario. En una ocasión, tras referirse a una nave con el pronombre they singular, otro miembro de la tripulación le indica que las naves espaciales «son chicas», a lo que T’Lir responde que el binarismo de género es ilógico y que ambos los saben.
Dos años después se publicó una historia escrita por Magdalene Visaggio en la antología Star Trek: Celebrations, centrada en la enfera Christine Chapel. La historia se centró en Chapel buscando nuevas formas de terapia genética y presentó a Ruz, una mujer trans miembro de la Flota Estelar que disponía de tecnología capaz de acelerar su proceso de transición de género, ocupándose de tareas como la generación de estrógeno, el aumento de pecho y la producción de gametos entre otras funciones.

### Novelas
En 1997 se comenzó a publicar la serie de novelas Star Trek: New Frontier, escritas por Peter David, en las cuales introdujo a Burgoyne 172, un personaje que ocupaba el puesto de oficial de la Flota Estelar, que poseía genitales tanto masculinos como femeninos (de forma similar a una persona intersexual) y que usaba los neopronombres «s/he» y «hir».